# Torigni-sur-Vire
Torigni-sur-Vire foi uma comuna francesa na região administrativa da Normandia, no departamento Mancha. Estendia-se por uma área de 3,01 km². Em 2010 a comuna tinha 4 434 habitantes (densidade: 1 473,1 hab./km²).
Em 1 de janeiro de 2016, passou a formar parte da nova comuna de Torigny-les-Villes.